# Conseil spirite international
Pour les articles homonymes, voir CSI.
Le Conseil spirite international (CSI) est l'organisation résultant de l’union, à l’échelle mondiale, des associations représentant les mouvements spirites nationaux.
Il a été fondé le 28 novembre 1992 à Madrid, lors du Congrès National du  Spiritisme en Espagne, par l'intervention de neuf pays membres, et sera installé à Brasilia. Selon des sources indépendantes, il fédèrerait plus de vingt millions de spirites,.

## Histoire
Il s'agit de la seconde organisation spirite internationale à avoir été créée, la première étant la Fédération Spirite Internationale.
La finalité et les objectifs du Conseil spirite international se retrouve dans ses statuts, elle se sur la doctrine spirite codifiée par Allan Kardec et sur les ouvrages qui, suivant ses directives, en sont complémentaires et subsidiaires. La FSI, qui est pourtant la première institution internationale du spiritisme, s'en était progressivement éloignée pour se rapprocher du spiritualisme moderne anglo-saxon au cours du 20è siècle.
Dans sa thèse, Claire Souillac relate que le Conseil spirite international est l'émanation d'une branche dite « religieuse » du spiritisme, représentée au Brésil par la Fédération spirite brésilienne (FEB) (pt), là où les membres de la Confédération spirite panaméricaine promeuvent un spiritisme laïc, humaniste, progressiste, mais épuré des références christiques et morales qui constituent le spiritisme.
À l'image de la Fédération spirite brésilienne, le CSI chapeaute les fédérations spirites nationales qui coordonnent ensuite l'action des centres spirites locaux. Pour ces fédérations nationales, la FEB est l'organisation de référence et même ressource (notamment bibliographique).
L'action du CSI n'entrave pas les actions des organisations régionales prééxistantes ou fondée après lui, comme la Confédération Spirite Pan-Américaine, l'Association Médico-Spirite Internationale, le Mouvement Spirite Francophone, etc.
A l’occasion du Sommet du Millénaire pour la paix des chefs religieux et spirituels (en), à New York, du 28 au 31 août 2000, le CSI signe l’« Engagement en faveur de la paix dans le monde ».

## Finalité et objectifs
Dans ses statuts, le CSI a publié les objectifs suivants :
1. Promouvoir l’union solidaire et fraternelle des institutions spirites de tous les pays et l’unification du mouvement spirite mondial ;
2. Promouvoir l’étude et la diffusion de la doctrine spirite, dans ses trois aspects de base : scientifique, philosophique et religieux ;
3. Promouvoir la pratique de la charité spirituelle, morale et matérielle selon les principes de la doctrine spirite.

## Les médias du CSI
À l'aide de son organe d’édition, Edicei, le CSI édite, traduit en plusieurs langues (portugais, anglais, espagnol, français) les livres d'anciens auteurs spirites (Allan Kardec, Léon Denis, Gabriel Delanne) comme ceux des récents (Chico Xavier, Yvonne Pereira (auteur) (pt), Divaldo Pereira Franco et bien d'autres), qu’il diffuse par l’intermédiaire des fédérations spirites dans le monde.
Cet organisme coordonne les éditions internationales de La Revue spirite et diffuse sa communication par divers réseaux : TVCEI (webtv lancée en 2006, devenue une chaîne Youtube), Instagram et Facebook. Ces médias sont un moyen de fédérer et d'organiser des spirites dans le monde à l'occasion de congrès mondiaux, nationaux ou de rencontres thématiques.

## Organisations nationales membres du CSI
1. Allemagne: Deutsche Spiritistische Vereinigung
2. Argentine: Confederación Espiritista Argentina
3. Bolivie: Federación Espirita Boliviana
4. Brésil: Federação Espírita Brasileira (pt)
5. Canada: Conseil Spirite Canadien
6. Chili: Centro de Estudios Espirita Buena Nueva
7. Cuba: Sociedad Amor y Caridad Universal
8. Espagne: Federación Espirita Española
9. États-Unis: United States Spiritist Council
10. France: Union Spirite Française et Francophone
11. Guatemala: Cadena Heliosóphica Guatemalteca
12. Irlande: Spiritist Society of Ireland
13. Italie: Unione Spiritica Italiana
14. Mexique: Consejo Espírita de México
15. Pays-Bas: Nederlandse Raad voor het Spiritisme
16. Pérou: Federación Espirita del Perú
17. Portugal: Federação Espírita Portuguesa (pt)
18. Salvador: Federación Espirita de El Salvador
19. Suède: Svenska Spiritistiska Förbundet
20. Suisse: Union des Centres d'Études Spirites en Suisse
21. Uruguay: Federación Espirita Uruguaya
22. Venezuela: Asociación Civil Sócrates

## Organisations nationales non-membres du CSI
1. Angola: Sociedade Espírita Allan Kardec de Angola
2. Australie: Spiritism Australia
3. Autriche: Verein für Spiritistische Studien Allan Kardec
4. Belgique: Union Spirite Belge
5. Colombie: Confederación Espiritista Colombiana
6. Danemark: Spiritistisk Forening Lys og Kærlighed, Forening Ånd og Sjæl, Kardec Spiritister, Associacao espírita Allan Kardec, Grupo de Estudos Espírita Allan Kardec
7. Équateur: Centro Espírita Francisco de Asís – Fundación Espírita Luz Fraterna
8. Finlande: Allan Kardecin opin ystävä ry
9. France: Fédération Spirite Française
10. Honduras: Asociación Civil de Proyección Moral
11. Luxembourg: Groupe Spirite Allan Kardec de Luxembourg, Société d’Études Spirites de Luxembourg
12. Nouvelle-Zélande: Allan Kardec Spiritist Group of New Zealand
13. Norvège: Gruppen for Spiritistiske Studier Allan Kardec
14. Panama: A Fraternidad Espírita Dios, Amor y Caridad
15. Paraguay: Centro de Filosofia Espiritista Paraguayo
16. Royaume-Uni: British Union of Spiritist Societies

## Localisation
Conselho Espírita Internacional
Comissão Executiva – Secretaria Geral
SGAN - Quadra 603 – Conj. F – Asa Norte
70830-030 - Brasília - DF – Brasil